# Oersuiker

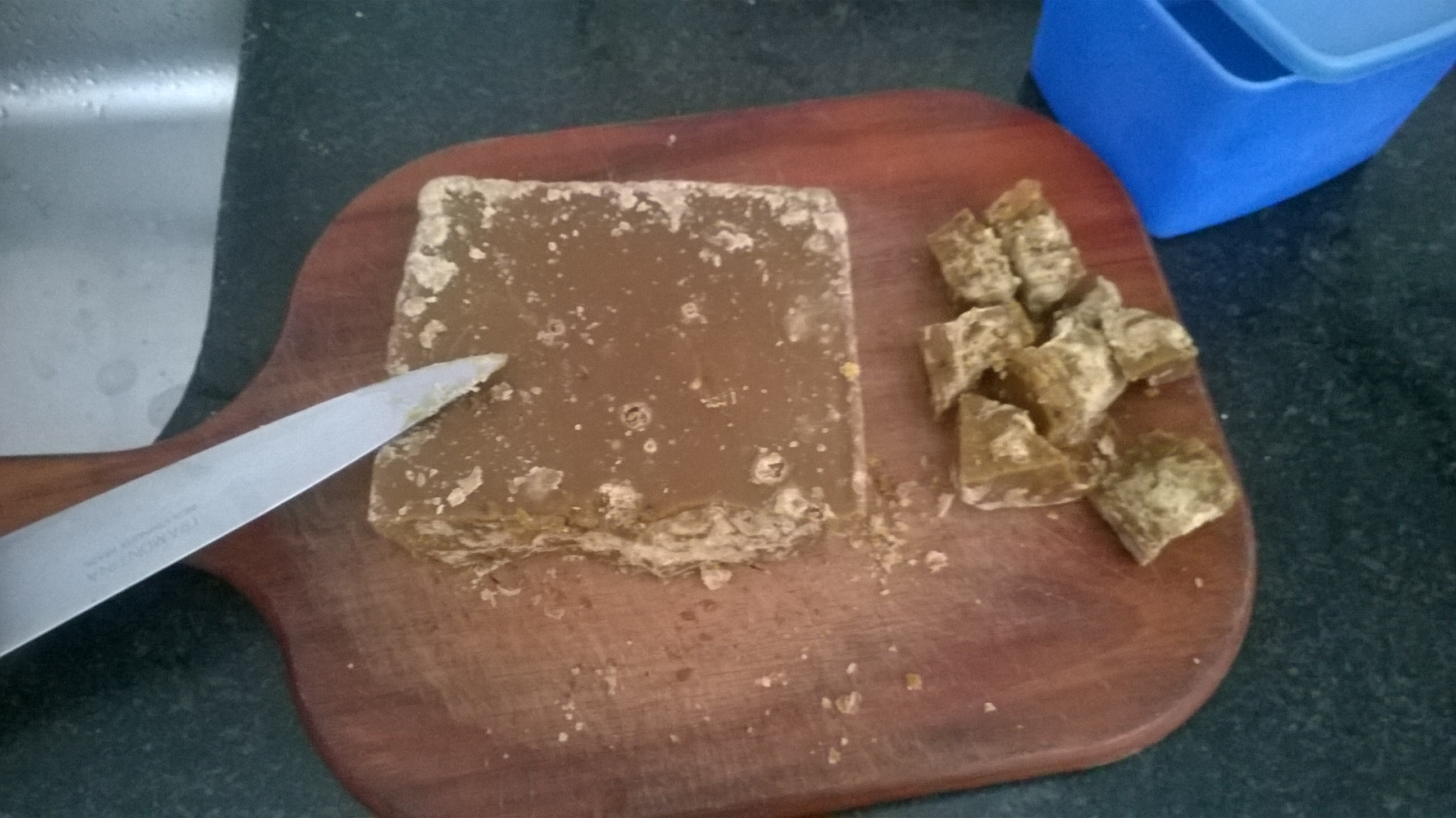
Oersuiker

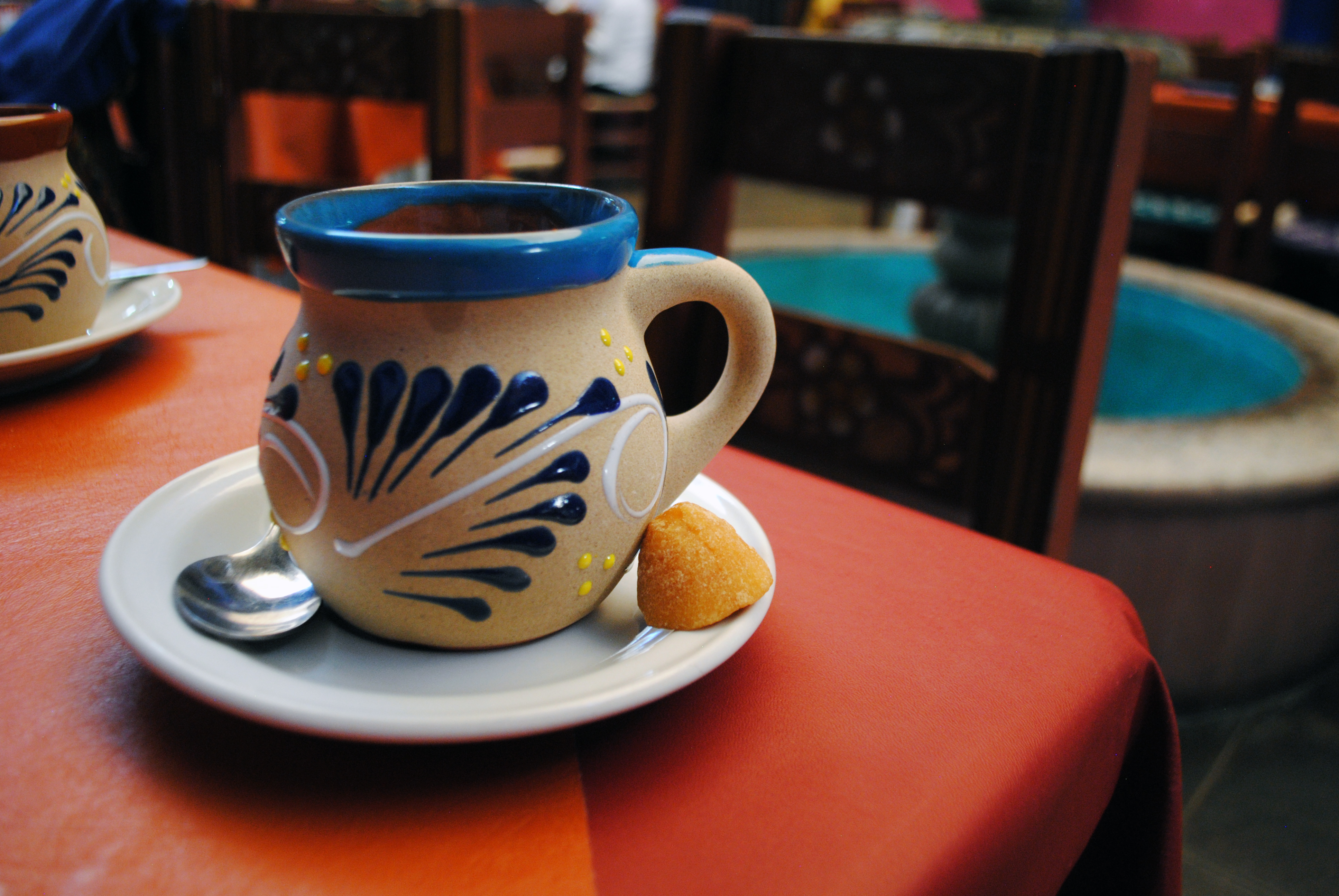
Mexicaanse café de olla geserveerd met een klont panela.

Oersuiker (of oerzoet) is ongeraffineerd gedroogd suikerrietsap. Het sap van het suikerriet wordt gefilterd, ingedampt en vervolgens tot kleine korrels vermalen. In tegenstelling tot de (ruwe) rietsuiker zijn in oerzoet meer stoffen en mineralen (lees: verontreinigingen) aanwezig. 